# Louis-Joseph de Montmorency-Laval
Louis-Joseph de Montmorency-Laval (Bayers, 11 de dezembro de 1724 - Altona, 17 de junho de 1808) foi um cardeal do século XVIII e XIX

## Nascimento
Nasceu em Bayers em 11 de dezembro de 1724, Castelo de Baillet, Bayers, Charente, diocese de Angoulême, França. Filho de Guy André de Montmorency-Laval e Marie-Anne de Turménies de Nointel. Seu sobrenome também está listado como Laval-Montmorency.

## Educação
Estudou na Universidade Sorbonne, em Paris, onde obteve a licenciatura em direito canônico.

## Sacerdócio
Ordenado (nenhuma informação encontrada). Vigário geral de Sens. Nomeado ao episcopado pelo rei Luís XV da França em 7 de novembro de 1753.

## Episcopado
Eleito bispo de Orléans, 14 de janeiro de 1754. Consagrado, 10 de fevereiro de 1754, na catedral metropolitana de Notre-Dame, Paris, por Christophe de Beaumonts, arcebispo de Paris, auxiliado por Étienne-René Poitier des Gevres, bispo de Beauvais, e por Pierre de Rochechouart, bispo de Bayeux. Nomeado para a sé de Condom pelo rei Luís XV em 8 de outubro de 1757. Renunciou à sé de Orléans em 28 de fevereiro de 1758. Transferido para a sé de Condom em 13 de março de 1758. Nomeado pelo rei Luís XV para a sé de Metz, 21 de agosto de 1760. Transferido para a sé de Metz em 6 de abril de 1761. Grande esmola da França e comandante da Ordem de Saint-Esprit desde 1786. Abade comendatario do Mont Saint Michel desde 1788.

## Cardinalado
Criado cardeal sacerdote no consistório de 30 de março de 1789; o papa enviou-lhe o barrete vermelho com um breve apostólico datado de 3 de abril de 1789 com seu sobrinho, Ablegato Anna-Pierre de Laval Monmorency, camareiro particular supernumerário de Sua Santidade; ele nunca foi a Roma para receber o chapéu vermelho e o título. Durante a Revolução Francesa foi para o exílio na Alemanha. Não participou do conclave de 1799-1800, que elegeu o Papa Pio VII. Não renunciou à diocese como solicitado para facilitar a implementação da Concordata de 1801 entre a França e a Santa Sé.

## Morte
Morreu em Altona, Alemanha em 17 de junho de 1808, no exílio. Cripta enterrada da igreja de Saint-Joseph, em "Grosse Freiheit". Em 4 de julho de 1900, seus restos mortais foram trasladados e enterrados na cripta da catedral de Metz. A cripta da igreja de São José de Altona foi destruída por um bombardeio durante a Segunda Guerra Mundial.